# Michael Birkedal
Michael Birkedal (Kopenhagen, 18 november 1959) is een Deens voormalig profvoetballer. De roodharige aanvallende middenvelder kwam onder meer uit voor FC Twente en speelde één interland voor het Deense nationale team.
Birkedal brak door bij Slagelse B&I en speelde vanaf 1979 voor Næstved IF, waar destijds ook Jesper Olsen voetbalde. Hij kwam tussen 1978 en 1981 achttien maal uit voor Jong Denemarken. In oktober 1981 werd hij ingelijfd door FC Twente. In vijf seizoenen speelde hij 127 officiële wedstrijden voor deze club. Hij maakte in 1983 de degradatie van Twente naar de Eerste divisie mee en een jaar later de terugkeer in de Eredivisie. Hij scoorde twaalf doelpunten in zijn Nederlandse periode, waarvan zeven in het seizoen in de Eerste divisie. Tijdens zijn Twentse periode speelde hij tevens een interland voor Denemarken; op 1 september 1982 stond hij opgesteld in een met 1-0 verloren vriendschappelijke wedstrijd tegen Roemenië.
Vanaf 1986 werd hij door Twente verhuurd en later verkocht aan het Deense Ikast FS. In 1988 verruilde hij deze club voor La Chaux-de-Fonds in Zwitserland. Weer een jaar later keerde hij terug bij Slagelse B&I, waar hij in 1990 zijn voetballoopbaan afsloot. Birkedal was na zijn carrière ondernemer in Slagelse.